# Necochea
Necochea é uma cidade da Argentina, localizada na província de Buenos Aires. Sua população é de 65.459 habitantes (2001).